# جوزيه لينكولن لوي
جوزيه لينكولن لوي (بالإنجليزية: Josiah Lincoln Lowe) هو أخصائي فطريات وعالم نبات أمريكي، ولد في 1905، وتوفي في 30 أبريل 1997.